# Kingdom Hearts Missing-Link
Kingdom Hearts Missing-Link ist ein angekündigtes Location-based Game von Square Enix, das 2024 für iOS und Android veröffentlicht werden sollte, dessen Veröffentlichung aber auf unbestimmte Zeit verschoben wurde.

## Geplantes Spielprinzip
Es nutzt dasselbe Prinzip wie die Spiele des Entwicklers Niantic, die eine Mischung aus der realen und virtuellen Welt bieten. Allerdings soll Missing-Link keine Augmented-Reality-Funktionalität enthalten.
Das Spiel findet auf zwei Ebenen statt. Auf der Astralebene werden Raids mit anderen Spielern durchgeführt und verschiedene Disney-Figuren gesammelt. Hier kann man auch mit einem Controller spielen, ohne nach draußen zu gehen. Die Ebene Scala ad Caelum wird ohne GPS oder Darstellung der realen Umgebung des Spielorts angezeigt. Hier werden die Story-relevanten Elemente des Spiels präsentiert.

## Entwicklung
Das Spiel wurde am 10. April 2022 anlässlich des 20. Jubiläums der Marke Kingdom Hearts zusammen mit Kingdom Hearts Dark Road und Kingdom Hearts IV vorgestellt. Eine geschlossene Beta-Phase ermöglichte bis Ende 2023 erste Einblicke.
Eine Testlauf der iOS-Version mit etwa 1500 Spielern erfolgte vom 29. November bis zum 8. Dezember 2023. Spieler im Vereinigten Königreich, Australien und Neuseeland konnten sich zuvor um eine Teilnahme bewerben. Tester berichteten von einem besonders hohen Akkuverbrauch ihres Smartphones während des Spielens im GPS-Modus.
Ein Beta-Test unter Android war zunächst für Januar 2024 angesetzt, fand jedoch erst vom 2. Mai bis zum 10. Mai 2024 statt und war nicht nur für Android-Nutzer, sondern auch für iOS-Nutzer verfügbar. Insgesamt konnten 3.000 Spieler die neue Beta testen. Für das Spiel wird iOS in der Version 15.0 oder höher sowie ein iPhone-Modell ab XS benötigt. Die Entwicklung dauert so lange, dass das Spiel im Jahr 2024 nicht veröffentlicht wurde und vorerst auf unbestimmte Zeit verschoben wurde. Am 14. Mai 2025 wurde verkündet, dass die Entwicklung an dem Handyspiel vor Veröffentlichung eingestellt wird.
Nachdem das Spiel eingestellt worden ist, haben einige eine Petition gestartet, um Square Enix darum zu bitten, die Geschichte des Spiels in irgendeiner Form zugänglich zu machen. Denn sie sollte von „Union Cross“ und „Dark Road“ bis zu „Kingdom Hearts 4“ die Lückeninformationen liefern. Da das Spiel eingestellt worden ist, ist das derzeit nicht möglich. Deswegen wollen die Unterzeichner der Petition, dass die Geschichte als Kurzfilm, als Zwischensequenzen oder in einer anderen überarbeiteten Version des Spiels zur Verfügung gestellt wird.